# Solanum comarapanum
Solanum comarapanum är en potatisväxtart som beskrevs av Michael Nee. Solanum comarapanum ingår i släktet skattor som ingår i familjen potatisväxter. Inga underarter finns listade i Catalogue of Life.